# زنان رنگین‌پوست

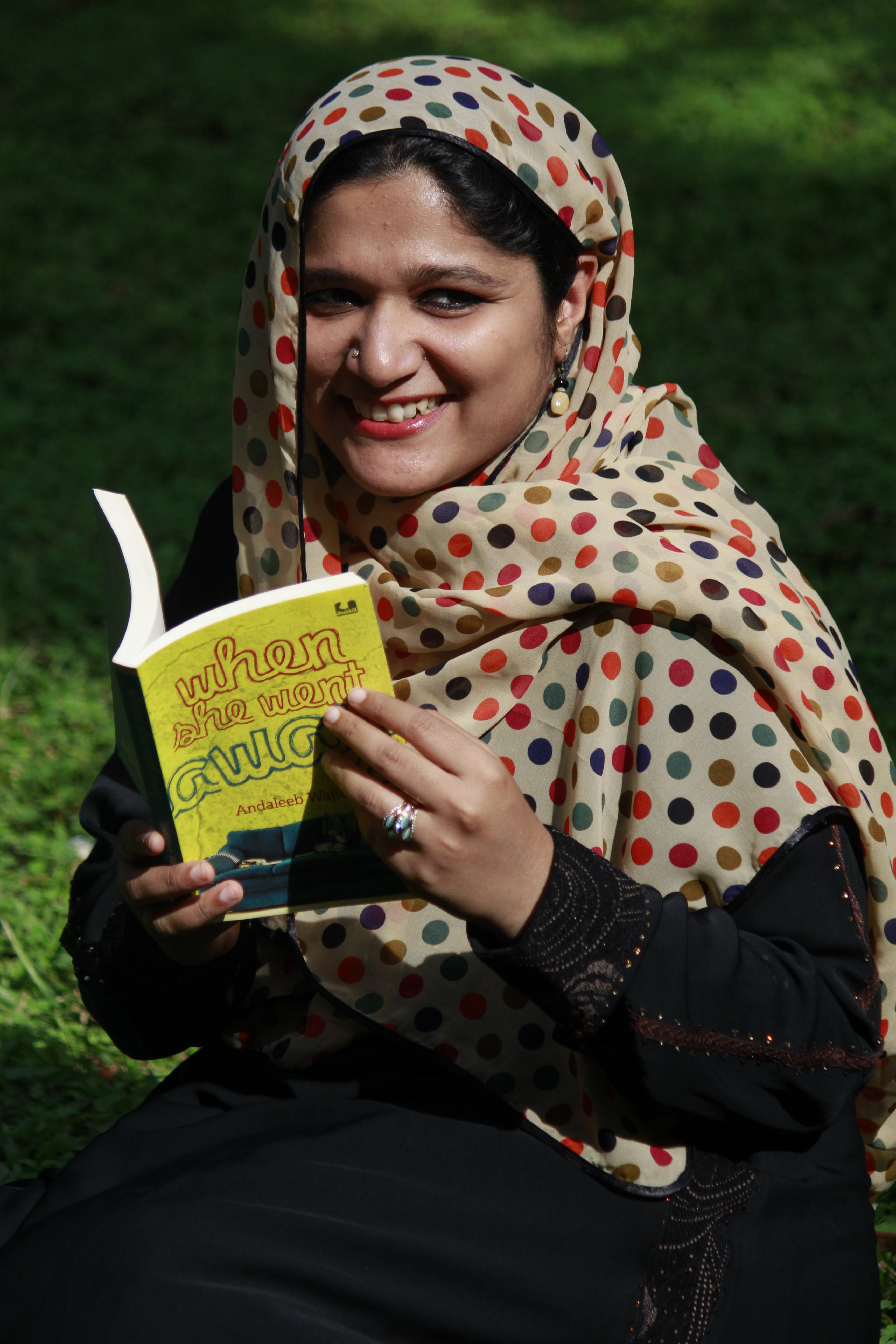
اندالیب وجید نویسنده کتاب اهل هند

زنان رنگین‌پوست (گاهی اوقات به صورت WOC مخفف می‌شود) عبارتی است که برای توصیف زنان رنگین‌پوست به کار می‌رود. اصطلاح سیاسی «زنان رنگین‌پوست» در خشونت علیه جنبش زنان ظاهر شد. در اواخر دهه هفتاد، این موضوع همه زنان را که دارای چندین لایه محرومیت اجتماعی به خاطر نژاد یا قومیت خود بودند را متحد کرد.

## تاریخچه
اصطلاح زنان رنگین‌پوست اگرچه شبیه اصطلاح «شخص رنگین‌پوست» است، اما تاریخچه اصطلاح زنان رنگین‌پوست ریشه سیاسی دارد، همان‌طور که توسط رهبر حقوق زنان لورتا راس توضیح داده شده‌است. در جریان کنفرانس ملی زنان در سال ۱۹۷۷، گروهی از زنان آفریقایی آمریکایی دستور کار زنان سیاه را برای همکاری با این کنفرانس ایجاد کردند. هدف آنها جایگزینی طرح «زنان اقلیت» بود که در مستندات کنفرانس گنجانده شده بود. هنگامی که سایر زنان اقلیت می‌خواستند در دستور کار قرار گیرند، مذاکرات برای تغییر نام این گروه منجر به ایجاد اصطلاح «زنان رنگین‌پوست» شد که تمام زنان اقلیت را در بر می‌گرفت. اصطلاح «زنان رنگین‌پوست» اصطلاحی یکپارچه است که به موضوعات سیاسی و اجتماعی نیز می‌پردازد.

## جنبش فمینیستی
موج اول جنبش فمینیستی، در درجه اول بین ۱۹۶۰ و ۱۹۸۰، به موضوعاتی که زنان رنگین‌پوست با آن روبرو بودند پرداخت. این موج که از اصطلاح «زن جهانی» استفاده می‌کرد سعی می‌کرد در مورد ستم کلی که همه زنان با آن روبرو هستند صحبت کند. بسیاری از درگیران موج اول فمینیسم از دیدگاه زنان سفیدپوست طبقه متوسط صحبت کردند و نتیجه گرفتند که جنسیت محل اصلی سرکوب آنها است. با این وجود، فمینیسم به آرامی شروع به رفع نابرابری‌های فرهنگی کرد، به ویژه پس از نفوذ جنبش حقوق مدنی سیاه‌پوستان آمریکا (۶۸–۱۹۵۵). در نتیجه، زنان رنگین‌پوست، با اشاره به دامنه اختلافات اقتصادی، اجتماعی و سیاسی خود، در صدد برآمدند تا تجربیات منحصر به فرد زنان غیر سفیدپوست را که به‌طور کلی از اصطلاح «فمینیسم» حذف شده‌اند، برآورده کنند.
در دهه ۱۹۸۰ زن گرایی آفریقایی برای انجام تمرکز افروزی همانند آمریکا ایجاد شد، بیشتر بر اساس دیدگاه اروپامحوری بود. علی‌رغم اروپامحوری فمینیسم در این دوره زمانی، بسیاری از زنان رنگین‌پوست همچنان به نمادهای برجسته فمینیستی تبدیل شدند. جنبش موجریسمو نیز در این مدت برای مقابله با مسائلی که زنان لاتین با آن روبرو بودند شکل گرفت. این اصطلاح از واژه اسپانیایی mujer یا «زن» گرفته شده‌است. این نامی برای زنان مظلوم و رنگین‌پوستی بود که دریافتند در جنبش فمینیسم سفیدپوست به مسائل آنها پرداخته نمی‌شود.
مبارزات زنان رنگین‌پوست نیاز به تبلیغ و پرداخت بهتر داشت، و زنان سیاه‌پوست را تشویق می‌کرد تا صدای خود را بشنوند. اینترسکشنالیتی - تأثیرات تجربیات اساساً بر اساس سن، جنس، نژاد، جنسیت، جنسیت و ناتوانی - در رابطه با مشارکت زنان رنگین‌پوست در جنبش فمینیستی مورد توجه قرار می‌گیرد. همچنین توجه به مسائل خاص زنان رنگین‌پوست با توجه به مشکلات خاصی که با آن روبرو هستند نیز مهم است. زنان رنگین‌پوست نه تنها مجبور بودند با مشکلات زن بودن کنار بیایند، بلکه به دلیل محرومیت اجتماعی به عنوان رنگین پوستان نیز مجبور بودند این رنج‌ها را بپذیرند. به عنوان مثال، درصد بالایی از زنان رنگین‌پوست در نتیجه تبعیض اقتصادی از وضعیت اقتصادی-اجتماعی پایین‌تری برخوردار بودند. این جریان اغلب توسط جریان اصلی جریان فمینیستی نادیده گرفته می‌شود. نویسنده فمینیست مایلی بلکول در مورد خاموش کردن تاریخی «سایر» جنبه‌های فمینیسم در کتاب خود «قدرت شیکا!» بحث کرده‌است: حافظه مقاوم‌سازی نوعی تقابل در برابر قرائت‌های ممتاز تاریخ است که اجازه می‌دهد دیدگاه‌های حاشیه‌ای به رسمیت شناخته شود.

## در رسانه‌ها
در ایالات متحده، زنان رنگین‌پوست بیش از ۵۰ سال یا بیشتر توسط رسانه‌ها به اشتباه معرفی شده‌اند. در سال ۱۹۶۸، کمیسیون کرنر گزارشی از تحقیقات خود دربارهٔ شورش‌های نژادی ۱۹۶۷ منتشر کرد. این انتقادی از نحوه برخورد نژاد در رسانه‌ها بود. از سال ۱۹۷۱، کمیسیون ارتباطات فدرال ایستگاه‌های پخش را ملزم به اجرای برنامه‌های فرصت استخدام برابر کرد، مخصوصاً کمک به اقلیت‌های نژادی و زنان. کمیسیون حقوق مدنی ایالات متحده دریافت که شش سال پس از شروع این برنامه‌ها، اقلیت‌ها و زنان همچنان مورد تبعیض رسانه‌ای قرار دارند. برای ایجاد تأثیر مثبت، با آنها به عنوان نمونه‌های گمراه کننده رفتار می‌شد.
شیوه نمایش رسانه‌ها از زنان رنگین‌پوست در بیشتر تاریخ تلویزیون و فیلم به ویژه توسط زنان سفیدپوست آنها در تلویزیون و فیلم مسئله‌ای بوده‌است. بارها و بارها، نقش‌هایی که باید به زنان رنگین‌پوست داده می‌شد، به بازیگران سفیدپوست داده می‌شد. در فیلم‌هایی مانند آلوها و صبحانه در تیفانی، کارگردانان نقش‌های سنتی آسیایی را با بازیگران غیرآسیایی‌تبار جایگزین کرده‌اند. «چهره زرد» حتی در نمایش‌ها و نمایش‌های موزیکال مانند خانم‌های دوست داشتنی، آقایان مهربان نیز حضور داشته‌است. در این مثال، «نقش یک مرد ژاپنی، ساکینی، به یک بازیگر سفیدپوست به نام کنت نلسون داده شد، تصمیمی که با تمام بازیگران قبلی سفیدپوست که از جمله مارلون براندو بازی کرده بودند همسو بود». به گفته استر کیم لی، محقق تئاتر، «نمایش محبوب آسیایی‌ها در تئاتر جریان اصلی در واقع کلیشه‌ای است و صریحاً تمسخر فرهنگ آسیایی را بر عهده دارد. بعلاوه، بیشتر نقش‌های آسیایی به بازیگران سفیدپوست تعلق می‌گرفت». این مسائل نه تنها منجر به اعتراض عمومی شده‌است بلکه نمایندگی‌های مضر زنان آسیایی نیز مکرراً انجام می‌شود، در نتیجه ممکن است در آینده فرصت‌های آینده برای آنها خدشه دار شود. طبق گفته محقق رسانه‌ای، لوری کیدو لوپز، تهیه‌کنندگان و کارگردانان به بسیاری از بازیگران آمریکایی-آسیایی گفته‌اند که آنها واقعاً به عنوان یک «شرقی» یا «آسیایی» نیستند. «در نتیجه چندین دهه نمایندگی آسیا توسط بازیگران سفیدپوست با رنگ زرد به فرمان، ایده» آسیایی بودن «به تصویری از چشمی‌های مصنوعی و لهجه‌های سنگین تقلیل یافته بود - به حدی که حتی برای یک آسیایی واقعی نیز واقع بینانه تصور نمی‌شد بازیگر برای بازی در چنین نقشی». اگرچه سفید شویی موضوعی است که طی سال‌ها کنار گذاشته شده‌است، اما موضوعی است که به شدت بر بسیاری از زنان رنگین‌پوست تأثیر می‌گذارد و مانع تنوع نژادها در رسانه‌ها می‌شود.